# Руденец
Руденец (бел. Рудзянец) — деревня в Узовском сельсовете Буда-Кошелёвского района Гомельской области Белоруссии.

## География

### Расположение
В 24 км на юго-восток от Буда-Кошелёво, 1 км от железнодорожной станции Уза (на линии Жлобин — Гомель), 27 км от Гомеля.

## Транспортная сеть
Транспортные связи по просёлочной дороге, затем по шоссе Довск — Гомель. Планировка состоит из прямолинейной почти меридиональной улицы, к которой с востока и запада присоединяются по одной короткой улице, а на юге её пересекает чуть искривленная короткая улица. Застройка двусторонняя, деревянными домами усадебного типа.

## История
Обнаруженный археологами курганный могильник X—XII веков (15 насыпей непадалеку от деревни) свидетельствует о заселении этой территории этих мест с давних времён. По письменным источникам известна с конца XVIII века как деревня в Речицком повете Минского воеводства Великого княжества Литовского.
После 1-го раздела Речи Посполитой (1772 год) в Белицком, с 1852 года в Гомельском уезде Могилёвской, с 1919 года Гомельской губерний. В 1795 году рядом было поместье, в каком некоторое время жил архиепископ, руководитель белорусской католической епархии, затем митрополит римско-католических церквей России С. И. Богуш-Сестренцевич. После его смерти в 1826 году поместье перешло к местному костёлу. Через деревню в 1848 году проходила почтовая дорога из Гомеля в Жлобин. В 1868 году открыто народное училище, в котором в 1889 году обучались 67, в 1905 году 167 мальчиков и девочек. В 1883 году работал хлебозапасный магазин. Центр волости (до 9 мая 1923 года), в состав которой в 1890 году входили 32 населённых пункта с общим количеством 1475 дворов. По переписи 1897 года находились: церковь, народное училище, хлебозапасный магазин, 3 ветряные мельницы, кузница, отделение почтовой связи, трактир; в Гомельском уезде Могилёвской губернии. В 1909 году 1867 десятин земли.
С 8 декабря 1926 года до 16 июля 1954 года центр Руденецкого сельсовета Уваровичского района Гомельского округа (до 26 июля 1930 года), с 20 февраля 1938 года Гомельской области. В 1930 году организован колхоз, работали кузница и ветряная мельница. Во время Великой Отечественной войны погибли 124 жителя деревни. В 1976-81 годах центр Калининского сельсовета. В составе совхоза «Правда» (центр — деревня Уза). Работают средняя школа, Дом культуры, фельдшерско-акушерский пункт, магазин.

## Население

### Численность
- 2018 год — 270 жителей.

### Динамика
- 1795 год — 6 дворов, 39 жителей.
- 1883 год — 88 дворов, 350 жителей.
- 1897 год — 153 двора, 970 жителей; село — 5 дворов, 18 жителей (согласно переписи).
- 1909 год — 185 дворов, 1105 жителей.
- 1959 год — 776 жителей (согласно переписи).
- 2004 год — 148 хозяйств, 273 жителя.

## Достопримечательность
- Братская могила (1941-1944) —  Историко-культурная ценность Республики Беларусь, шифр 313Д000138